# Törpe víziló
A törpe víziló (Choeropsis liberiensis, korábban Hexaprotodon liberiensis) az emlősök (Mammalia) osztályának párosujjú patások (Artiodactyla) rendjébe, ezen belül a vízilófélék (Hippopotamidae) családjába tartozó faj. Nemének egyetlen élő képviselője és egyben típusfaja is. A legközelebbi rokona a ma már kihalt madagaszkári törpe víziló (Choeropsis madagascariensis).
A nílusi víziló (Hippopotamus amphibius) kisméretű rokona Nyugat-Afrika esőerdeiben és mocsaraiban őshonos. Főleg Libériában található meg, azonban kisebb állományai vannak Guineában, Sierra Leonéban és Elefántcsontparton is. A törpe víziló nagyobb társa mellett a másik élő vízilófaj.
A törpe víziló jobban alkalmazkodott a szárazföldi életmódhoz, de ez is a vizek közelében él, mivel bőrét nedvesen kell tartania, továbbá a víz csökkenti a testhőmérsékletét. A párzás és az ellés egyaránt megtörténhet a vízben vagy a szárazon. Növényevő állatként a törpe víziló számos növényi eredetű táplálékot fogyaszt, többek között páfrányokat, széleslevelű növényeket, füveket és gyümölcsöket.
Mivel nagyon ritka állat és éjjeli életmódot folytat, igen nehéz a vadonban megfigyelni. Létezését talán ezért is a természettudomány csak a 19. század végén fogadta el, azelőtt mesebeli állatnak, afféle kitalációnak tartották. A késői elfogadás oka még részben a hitetlenkedés és részben az, hogy Nyugat-Afrika esőerdeiben, a századforduló idején élt „fehér ember” számára kevésbé ismert környezetben honos. Rendszertani beosztása többször változott azzal párhuzamosan, ahogy egyre többet tudtak róla a természettudósok kideríteni. Az állatkertekbe csak a 20. század elején került be. Fogságban egyébként jól szaporodik és tanulmányozása is főleg az állatkerti példányoknak köszönhető. A faj fennmaradása sokkal inkább biztosítható az állatkertekben, mint a természetben. A Természetvédelmi Világszövetség (IUCN) veszélyeztetett fajként tartja számon; becslései szerint a vadonban kevesebb, mint 3000 példány él.
A törpe víziló számára a legfőbb veszélyforrás az élőhelyének az elvesztése, mivel az erdőket, amelyben él, kivágják, és helyükön mezőgazdasági területeket létesítenek. Továbbá irtják az orvvadászok és a helybeliek is a húsáért. A térségben zajló háborúk és egyéb fegyveres konfliktusok is ártanak ennek az állatnak, és természetes ellenségei is elejthetnek e fajból néhány példányt. Libériában azon állatok közé tartozik, amelyeket rendszeresen orvvadásznak.

## Rendszertani besorolása

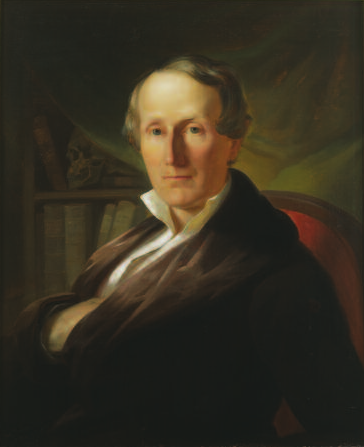
Samuel George Morton, aki elsőként írta le ezt a vízilófajt

Általánosan elfogadott tény, hogy ez az emlősállat a vízilófélék közé tartozik, azonban a nembeli besorolása még mai napig is vitatott. Egyes rendszerezők a Choeropsis („disznóra hasonló”) nembe helyezik, míg mások a Hexaprotodon (hat metszőfogú) nevű nembe sorolnák be. A vízilófélék családját egyesek lealacsonyítják alcsaládi szintre, míg megint mások a fosszilis Anthracotheriidae családdal tennék egy csoportba, megalkotva az Anthracotheroidea vagy a Hippopotamoidea nevű öregcsaládot.
Amint egyre többet tudott meg róla a tudomány, úgy változott az állat rendszertani besorolása. Első leírója, Samuel George Morton amerikai orvos és természettudós, először a Hippopotamus minor nevet adta neki, de mivel szerinte is megjelenésben és életmódban igen eltér a közismert nagytestű rokontól, megalkotta számára a saját Choeropsis nevet. 1977-ben Coryndon azt javasolta, hogy az állatot sorolják be a Hexaprotodon nembe, amely főleg a kihalt, ázsiai vízilovakat foglalja magába.
A javaslatot széles körben elfogadták, legalábbis 2005-ig, amikor is Boisserie – miután alaposan áttanulmányozta a vízilovak törzsfejlődését – határozottan azt állította, hogy a törpe víziló nem tartozik a Hexaprotodon-fajok közé. Továbbá javasolta, hogy az állatot helyezzék vissza a korábbi, azaz a Choeropsis nembe. Akármelyik nembe is tartozik tudományos néven H. liberiensis vagy C. liberiensis, a zoológusok egyetértenek abban, hogy a nemében az egyetlen élő fajt alkotja.

### Kifejlődése

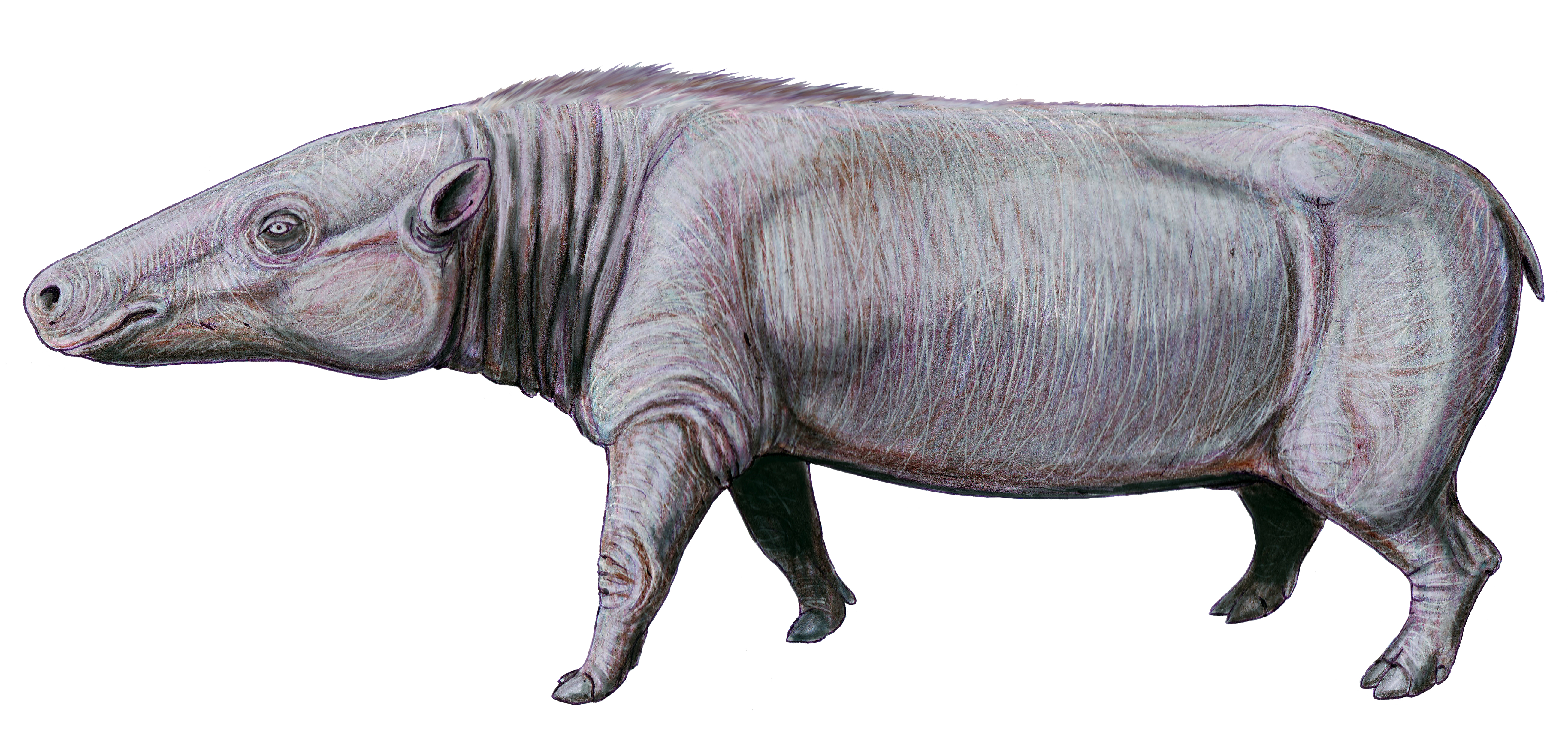
Anthracotherium, talán ez a kihalt állat a vízilófélék őse

A törpe víziló evolúcióját főleg a nílusi víziló szempontjából szokták kutatni. Korábban úgy vélték, hogy a vízilófélék családja szoros rokonsági kapcsolatban áll a disznófélék (Suidae), illetve a pekarifélék (Tayassuidae) családjával. Azonban az utóbbi tíz év kutatásai azt mutatták, hogy valójában a vízilovak legközelebbi rokonai a cetek (Cetacea), vagyis a közismert bálnák és delfinek. E két állatcsoportnak körülbelül 60 millió évvel ezelőtt a párosujjú patásokból származó kétéltű életmódot folytató közös őse volt.
Ez a feltételezett ős körülbelül hatmillió évvel később vált két különálló fajra. Ennek az egyik ágából a cetek fejlődtek ki, míg a másikból a mára már fosszilis Anthracotheriidae család, amelynek számos tagja volt. E családhoz tartozó fajok az eocén végén jelentek meg; négy lábujjuk volt és a mai vízilovakra hasonlítottak, azzal a különbséggel, hogy nekik kisebb és keskenyebb fejük volt.
Az eddigi kutatások alapján a vízilófélék mélyen be vannak ágyazódva az ősi Anthracotheriidae családba. A legkorábbi ismert igazi víziló a 16-8 millió éves, afrikai származású Kenyapotamus. Ez az ősállat csak néhány töredékes maradványból ismert, de becslések szerint a mérete akkora lehetett, mint a mai törpe vízilóé. Feltételezések szerint a vízilófélék Afrikában jelentek meg először, később közülük egyes fajok áttelepültek Ázsiába és Európába. Amerikában eddig még nem fedezték fel egyik fajukat sem. Körülbelül 7,5-1,8 millió évvel ezelőtt megjelent az Archaeopotamus, a Hippopotamusok és a Hexaprotodonok feltételezett közös őse; ez az emlősállat Afrikában és a Közel-Keleten élt.
A víziló maradványokat csak kevesen tanulmányozták eddig, de az eddigi ismeretek szerint a ma élő két emlősnem, azaz a Hippopotamus és a Choeropsis közös őse körülbelül 8 millió évvel ezelőtt élhetett. A törpe víziló ősi változata a Saotherium lehetett. A Saotherium és a Choeropsis a Hippopotamustól és a Hexaprotodontól eltérően bazálisabb csoportot alkot, tehát jobban hasonlítanak az ősvízilovakra.

### Alfajai

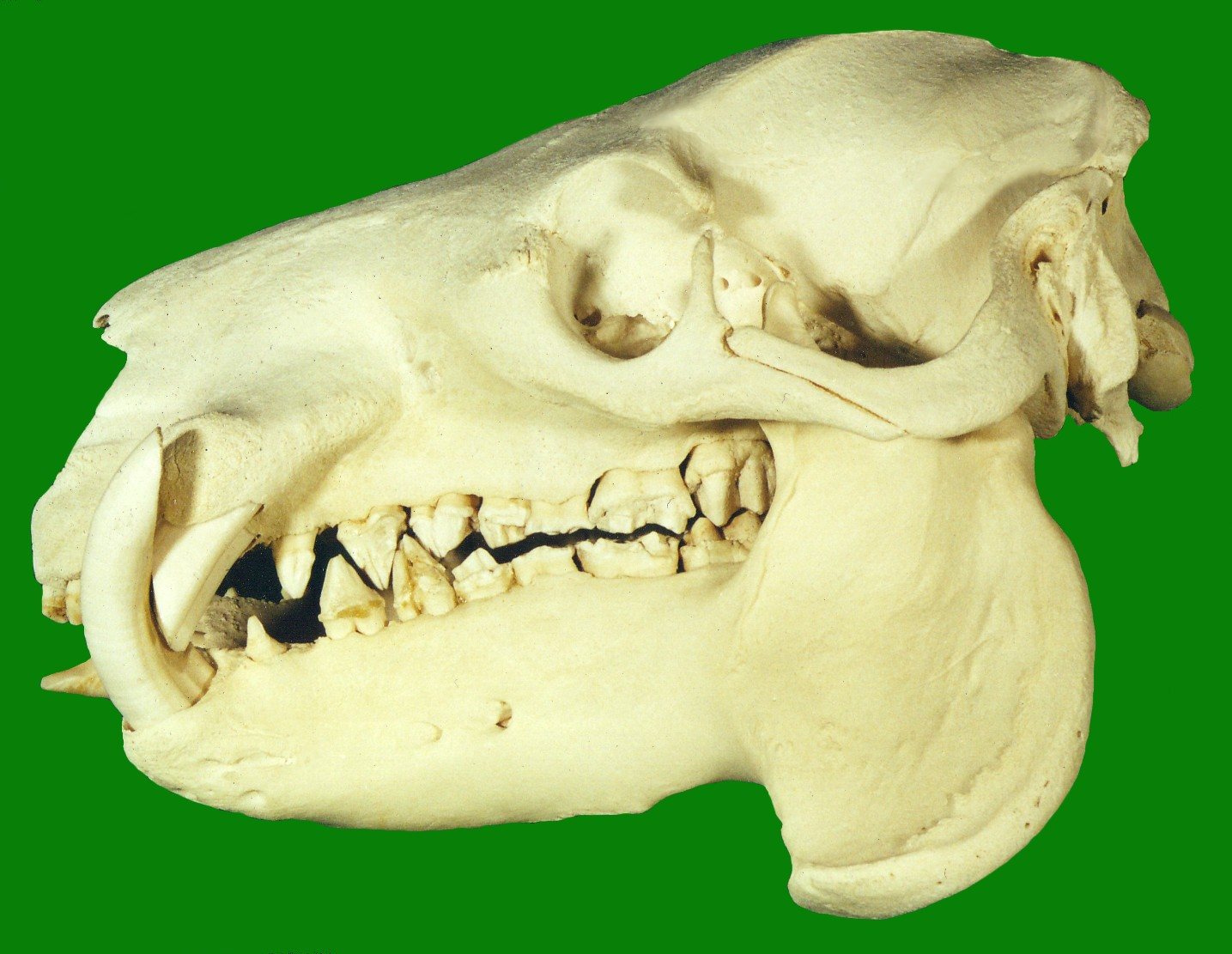
A törpe víziló koponyája

A 20. század elejéig Nigériában is élt egy törpe víziló alfaj, bár sokak szerint a létezése kérdéses. Ezt az alfajt sosem látták a vadonban és be sem fogtak belőle egy példányt sem. Minden állatkerti és múzeumi egyed a libériai alfajhoz tartozik. Ez az állat a Choeropsis liberiensis heslopi (Corbet, 1969); korábbi nevén Hexaprotodon liberiensis heslopi (Corbet, 1969) trinomiális tudományos nevet kapta.
Csak a Niger folyó deltájában élt, Port Harcourt nevű város közelében. Az 1940-es évek elején I. R. P. Heslop brit gyarmati tiszt gyűjtött be néhány példányt a múzeum számára, de azóta sem érkezett hiteles beszámoló erről az állatról. Ha létezett is, valószínűleg ez az alfaj mára már kihalt. A Choeropsis liberiensis heslopi az alfaj nevét I. R. P. Heslop brit tisztről kapta, aki 1945-ben azt állította, hogy a Niger deltájában lelőtt egy ilyen állatot és begyűjtött néhány koponyát. Az ő akkori becslései szerint a térségben legfeljebb 30 egyed maradt.
Heslop a londoni Természettudományi Múzeumnak négy törpe víziló koponyát küldött el. 1969-ig ezeket a koponyákat nem vetették taxonómiai vizsgálatok alá. G. B. Corbet, miután összehasonlította a koponyák alakját és méretét máshonnan származó leletekkel, kijelentette, hogy a Heslop által begyűjtött maradványok nem azonosak a C. l. liberiensis nevű alfajjal. A nigériai törpe vízilovakat a következő helyeken látták, illetve lőtték le: Rivers, Imo és Bayelsa állam. A helyi lakosok tudnak arról, hogy a térségben egykor létezett ez az emlősfaj, de hiteles leírások nincsenek róla és a történeteik már mese számba mennek.
A két alfajt 1800 km távolság és az úgynevezett Dahomey Gap választja el. Ez egy hatalmas szavannás térség, amely Nyugat-Afrika erdős részeit választja szét.
A másik alfaj színre lépésével a Choeropsis liberiensis liberiensis (Morton, 1849) trinomiális tudományos nevet a libériai alfaj kapta meg; ennek a korábbi szinonimái a következők: Hexaprotodon liberiensis liberiensis (Morton, 1849); Hippopotamus minor (Morton, 1844). Ez az alfaj, amely egyben a törzsalfaj is, Libérián kívül még megtalálható Guineában, Sierra Leonéban és Elefántcsontparton.

### Rokon fajok

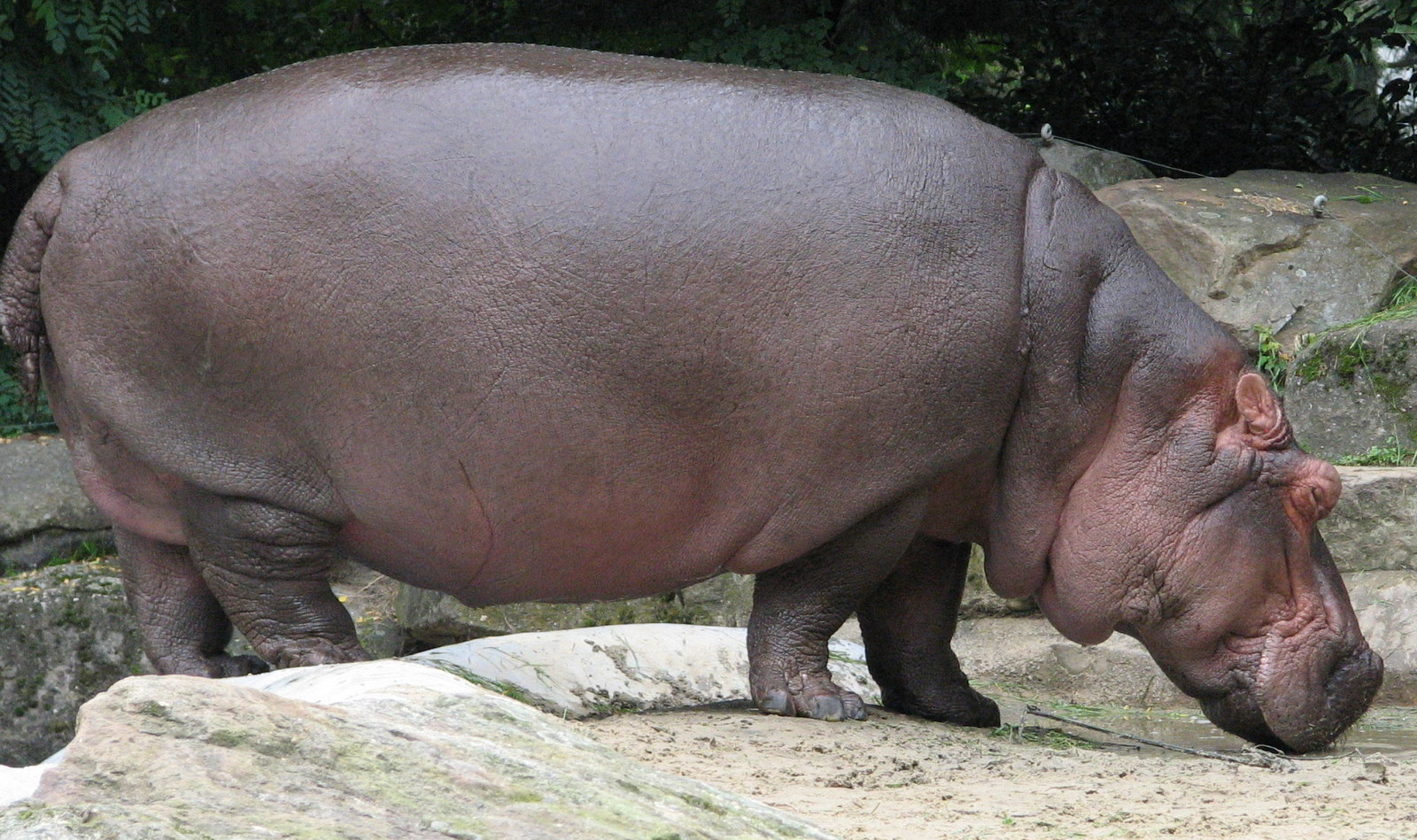
A nílusi víziló, a másik élő vízilófaj

A törpe víziló legközelebbi rokona és a Choeropsis emlősnem másik faja a mára már kihalt madagaszkári törpe víziló. Ez az állat két másik nemrég kihalt vízilófélével együtt Madagaszkáron élt. A kihalt állat mérete és életmódja nagyjából megegyezett a ma is élő kétéltű emlősével. A sziget magasabban fekvő erdeiben élt, nem pedig a nyíltabb folyószakaszokban. Körülbelül az utóbbi 500 évben halhatott ki.
A pleisztocén és a holocén korok idején a Földközi-tenger szigetein is éltek törpe vízilovak; ilyenek a ciprusi törpe víziló (Hippopotamus minor), a krétai törpevíziló (Hippopotamus creutzburgi), a Hippopotamus melitensis és a Hippopotamus pentlandi. Bár ezek neveiben szerepel a „törpe” megnevezés, ezek nem is olyan közeli rokonai a törpe vízilónak. Ugyanabba az emlősnembe tartoznak, mint amelybe a nílusi víziló is tartozik. Ezek az ősvízilovak az úgynevezett messinai sókrízis, a Földközi-tenger időleges kiszáradása idején jutottak el későbbi élőhelyükre. A tengerszint helyreállása után a szigeteken maradva lett a méretük kisebb (izolált zsugorodás), aztán fokozatosan kihaltak.
Feltételezések szerint ezek a „zsugorodott” fajok az európai Hippopotamus antiquus leszármazottai. Ez az állat kicsivel nagyobb volt, mint a ma is élő nílusi víziló. A „zsugorodott” fajoktól eltérően az élő törpe víziló nem „ment össze”, hanem egyszerűen ősi tulajdonságokkal rendelkezik. Ekkora a tényleges mérete, és valójában nem lenne helyénvaló törpének nevezni.

## Megjelenése

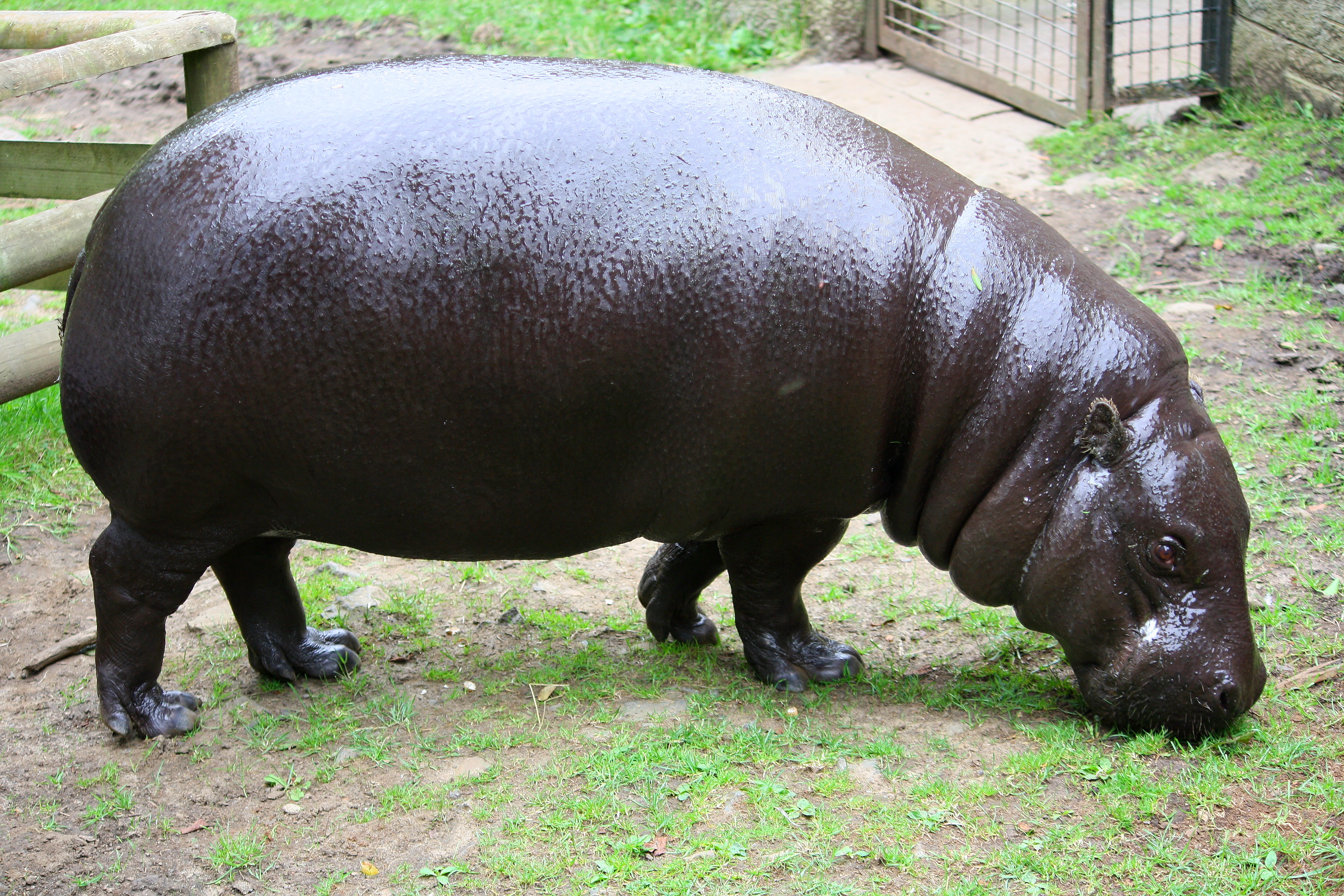
Kisebb mérete ellenére az állatnak tömzsi a megjelenése

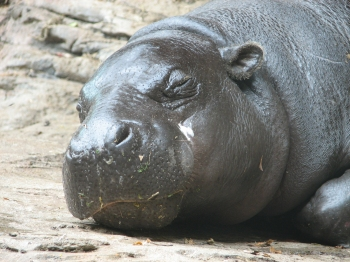
Az érzékszervei nincsenek a fej legszélén, mint a közönséges rokon esetén

Ez az állat megjelenésében majdnem olyan, mint a közönségesebb, nagyobb rokona. Négyujjú, rövid lábai hordozzák tömzsi és nehézkes testét. A csontjai, hogy elbírják a testsúlyát, vastagok. Mindezek ellenére a törpe víziló fele olyan magas, mint a nílusi víziló, testtömege pedig egynegyede a nagyobb rokonáénak. A kifejlett törpe víziló marmagassága körülbelül 75–100 centiméter, hossza 150–175 centiméter, testtömege 180–275 kilogramm.
Csupasz, szőrtelen bőre zöldesfekete árnyalatú vagy sötétbarna, amely már majdnem feketének tűnik. Hasa jóval világosabb, krémes szürke színezetű. A bőre igen hasonlít a nagyobb rokonéra; a kisebb állat esetében is a felhám vékony, míg az irha néhány centiméter vastagságú. Amint a nílusi vízilónak, a törpe vízilónak is van egy különleges testnedve, ami olyan, mint a „véres izzadság”; bár ez a vörös színű bőrvédő váladék sem nem vér és sem nem izzadság. Ez az erősen lúgos anyag feltételezések szerint fertőtlenítő (antiszeptikus) és fényvédő hatású. A vízilovak bőre ugyanis elég hamar kiszárad és olyankor megrepedhet, emiatt a két állatfaj – főleg nappal – sok időt tölt a vízben.
Nílusi rokonának csontvázával összehasonlítva az övé vékonyabb, ami normális a kisebb méretből adódóan. További különbség, hogy a nílusi víziló gerince, azaz hátvonala párhuzamos a talajjal, míg a kisebb emlősé púpozott, ami megkönnyíti a haladását az erdők sűrű növényzete között. Testéhez viszonyítva a törpe víziló lába és nyaka hosszabb, míg a feje kisebb.
Szemei, fülei és orrnyílásai nem olyan nagyok és nem is a fej teteje tájékán helyezkednek el, mint a nílusi víziló esetében, ami azt jelenti, hogy a szóban forgó víziló nem tartózkodik olyan sokat a mély vízben, mint a másik faj. Lábfejei keskenyebbek, de a lábujjai jobban szétterülnek, továbbá nem annyira úszóhártyások; mindezek az erdő talaján való járást segítik elő.
A nagyobb rokontól eltérően a törpe faj jobban alkalmazkodott a szárazföldi életmódhoz, mindazonáltal több ideig ül a vízben, mint más párosujjú patás fajok. Az állat orrnyílásait és füleit erős izmok zárják el a merülések alatt. Bőrének gyors kiszáradása miatt a törpe víziló vízfüggő állat, bár kevésbé, mint a nílusi víziló.

## Életmódja

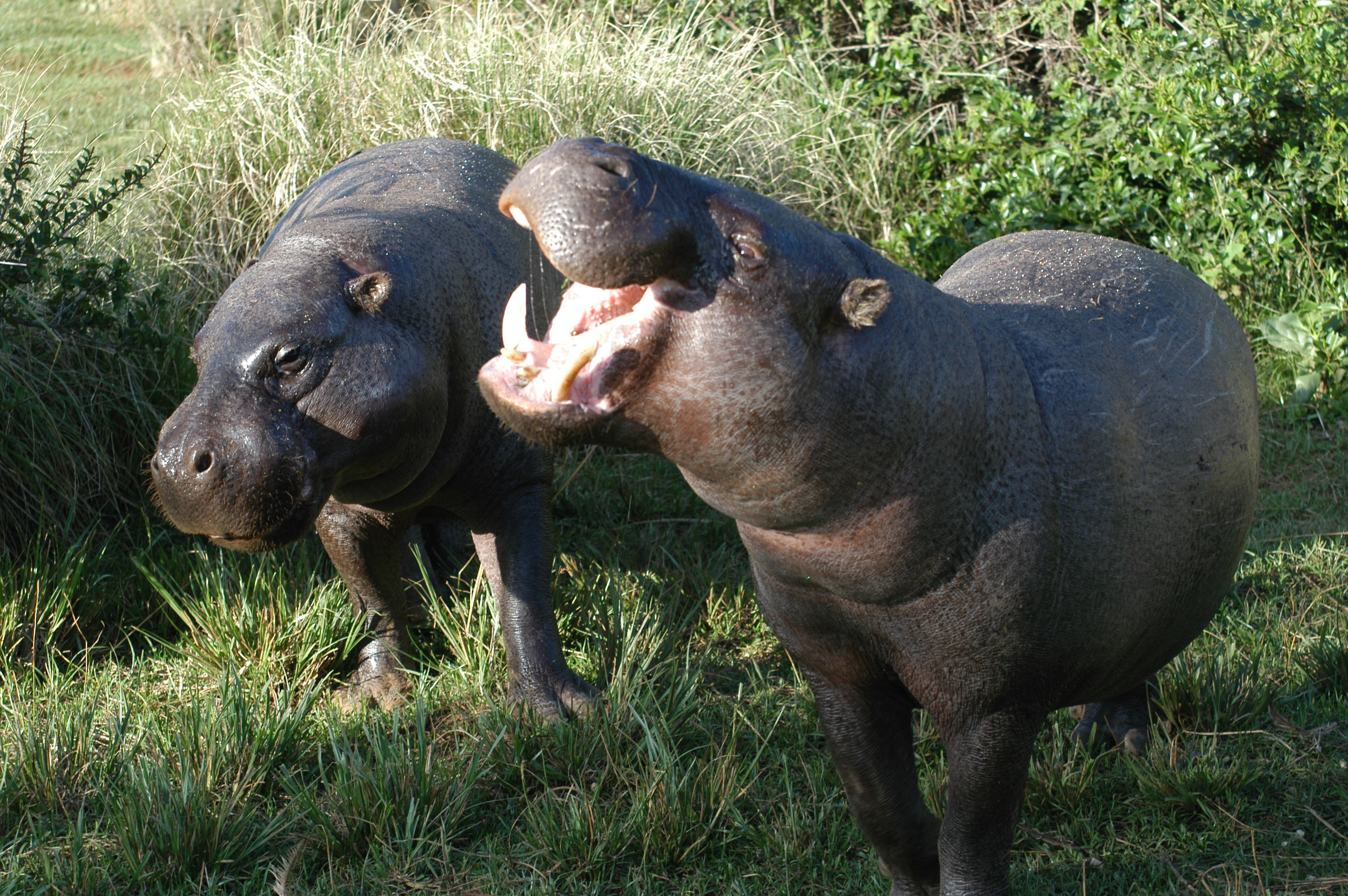
A szabad természetben, vagy akár fogságban, ez az állat olykor párban él

A törpe víziló kevésbé vízhez kötött, mint nagyobb és elterjedtebb rokona. Viselkedése főleg a tapírokéra hasonlít, bár ez a konvergens evolúciónak tulajdonítható. Veszély esetén egyaránt menekülhet a vízbe, de a sűrű bozótba is, továbbá közel ugyanannyi időt tölt szárazföldön, mint vízben. A trópusi esőerdők mocsaraiban, kisebb folyóiban él. Míg a nílusi víziló általában nagy csordákba verődik, ahol egy hím köré több nőstény és fiatal tömörül, addig a törpe víziló általában magányosan él, vagy nagyon kis csoportokat, vagy inkább párokat alkot. Ezek a kis csoportok állhatnak egy hímből és egy nőstényből, vagy a nőstényből és annak borjából. Ha két idegen egyed találkozik, akkor kikerülik egymást, nem kezdenek verekedni, ahogy azt a nagyobb rokon előszeretettel teszi. Az eddigi terepkutatások szerint az átlagos hím területe körülbelül 1,85 négyzetkilométer, míg a nőstényé 0,4–0,6 négyzetkilométer. Ez az állat néhány napig elidőz egy helyen, aztán továbbáll. Azt is megfigyelték, amint part menti üregekbe húzódik, de azt nem tudni, hogy ezeket az üregeket a törpe víziló vájta-e, vagy más állatokét foglalta el. Azt sem lehet tudni, hogy az üregben való pihenés elterjedt-e a faj körében, vagy csak néhány egyed űzi. A távolabbi rokon, a szintén párosujjú patás varacskosdisznó (Phacochoerus) rendszeresen váj magának üregeket, amelyben elrejtőzhet és felnevelheti a malacait.
Elsősorban késő délután és este aktív, a nap legnagyobb részét – késő délutánig – pihenéssel tölti. A sűrű aljnövényzetbe taposott ösvényeit megosztja más erdőlakó állatokkal. Táplálékszerzéskor és az új helyek felkutatásakor ide-oda mozgatja a farkát, miközben folytonosan szórja az ürülékét. Naponta körülbelül 6 órát tölt táplálkozással.
Növényevő állat, és mivel kevésbé vízi életmódú, az esőerdők árnyas talaján pedig kevés a fű, csak kis mértékben fogyaszt vízinövényeket és füvet. Táplálékának nagyobb részét a fákról lehullott gyümölcsök, valamint a bokrok és cserjék levelei és páfrányok képezik. A törpe víziló tápláléka változatosabb és jobb minőségű, mint a nílusi vízilóé.

## Szaporodása
A vadonban a mai napig nem tudták megfigyelni a törpe víziló szaporodási szokásait. Az állatkertekben tartott példányok párzási szokásai a fogságban levő kondíciók miatt eltérhetnek a vadonbeliekétől. Az ivarérettséget 3–5 évesen éri el. A legfiatalabb nőstény, amely fogságban ellett, a svájci Bázel állatkertjében élt; az állat az ellés idején 3 éves és 3 hónapos volt. A nőstény, ha nincs megtermékenyítve, minden 35,5 nap után lesz fogékony; a fogamzóképessége csak 24–48 órán át tart.

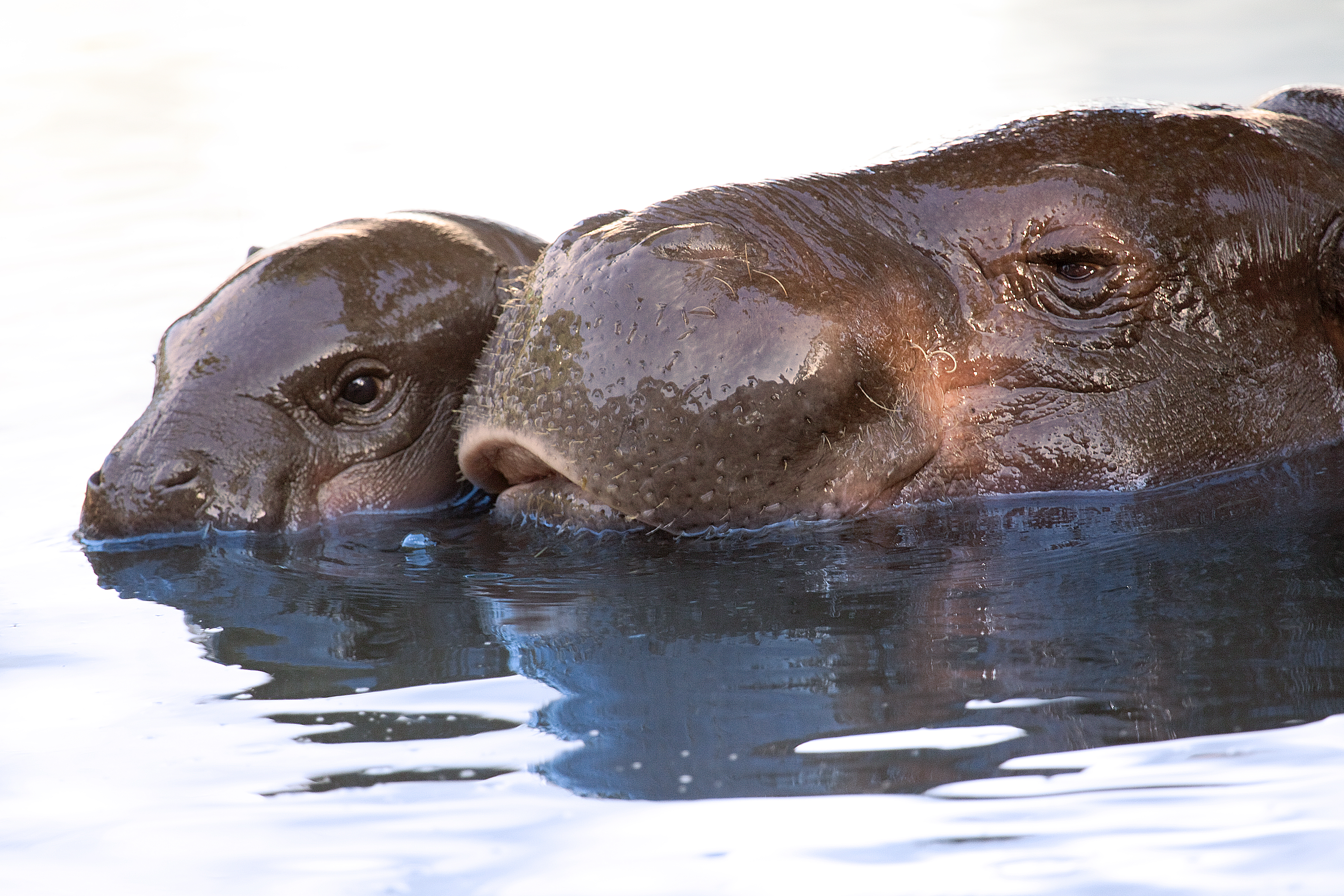
Anya és borja szoros kapcsolatot alkot

Az állat párban is élhet, azonban a párkapcsolat tartama nem ismert. Az állatkertekben általában monogám párban tartják őket. A nőstények fogamzóképességéről a hímek azok ürülékének illata alapján szereznek tudomást. A nőstény párzókészségét a hím érintésére a hátán kiváló habszerű anyag jelzi. A nílusi víziló kizárólag csak a vízben párosodik, míg a kis rokona vízben és szárazföldön egyaránt, illetve az ellésre is igaz ez. A nőstény fogékonysága alatt egyszer, de akár négyszer is párosodhatnak az állatok. Fogságban az év akármelyik szakában párosodhatnak, ennek következtében pedig ellhetnek is. A vemhesség körülbelül 190–210 napig tart. Általában egyszerre egy borjú születik, bár ikrek is jöttek már világra.
Az újszülött törpe víziló majdnem azonnal képes úszni. Születésekor a testtömege 4,5–6,2 kilogramm; a hím példányok általában 250 grammal nehezebbek, mint a nőstények. Az elválasztás a 6–8 hónapos kor elérésekor van. Az elválasztás előtt a borjú nem kíséri el az anyját táplálékszerzéskor, inkább a vízben vagy egy üregben rejtőzködik. Az anyaállat naponta körülbelül háromszor tér vissza a borjához, hogy megszoptassa. Szoptatáskor az anyaállat az oldalára fekszik.
Fogságban 30–55 éves koráig is elél, azonban a szabad természetben nem valószínű, hogy megéri ezt az életkort.

## A törpe víziló és az ember

### Természetvédelmi helyzete

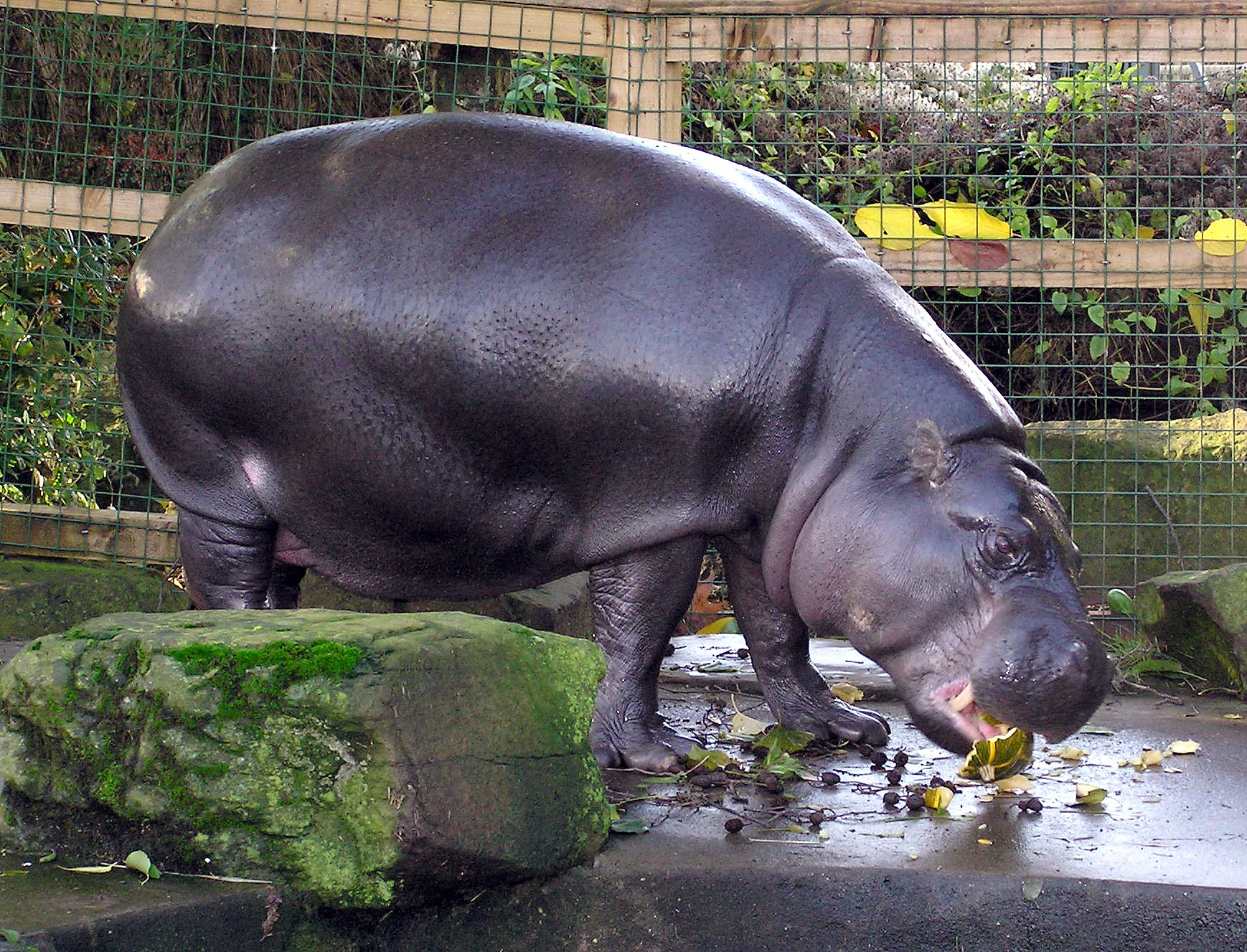
Az orvvadászat és az erdőirtások miatt a törpe víziló előfordulási területe az állatkertekbe szorul vissza

Viszonylag kis elterjedési területe miatt soha nem számított gyakori fajnak, a manapság is folytatódó ipari mértékű erdőirtás további nyomást gyakorol e ritka állat fennmaradására. Élőhelyén az őslakosok vadásszák, és élőhelye is zsugorodik, ezért állományai mindenhol fogyatkoznak; populációjának egyes csoportjai elszigetelődtek egymástól, tehát nem képesek többé felfrissíteni génállományaikat. Az előbb felsoroltak miatt a Természetvédelmi Világszövetség (IUCN) a „veszélyeztetett” kategóriába sorolja a törpe vízilovat.
Libériában, azaz a fő elterjedési területén nagy mértékű az orvvadászata. Akik megkóstolták a húsát, azt állítják, hogy nagyon ízletes, és a vaddisznóéra hasonlít. A nílusi vízilótól eltérően a törpe víziló agyarfogai értéktelenek. Nem ismert pontosan, hogy a Nyugat-Afrikában zajló polgárháborúk miként érintik ezt az állatot, azonban feltételezhető, hogy negatív hatással vannak a fajra. A vadonban a természetes ellenségei közé sorolhatok a leopárdok, a nagyobb pitonok és a krokodilok; azonban e téren sem ismert e ragadozók által okozott halálozási ráta.
2007-ben az úgynevezett EDGE lista (Evolutionarily Distinct and Globally Endangered), amely a világ legveszélyeztetettebb fajait foglalja magába, a törpe vízilovat az első tíz közé sorolja be. Sierra Leonéban a Gola Nemzeti Parkban van egy védett állománya.

#### Állatkerti tartása

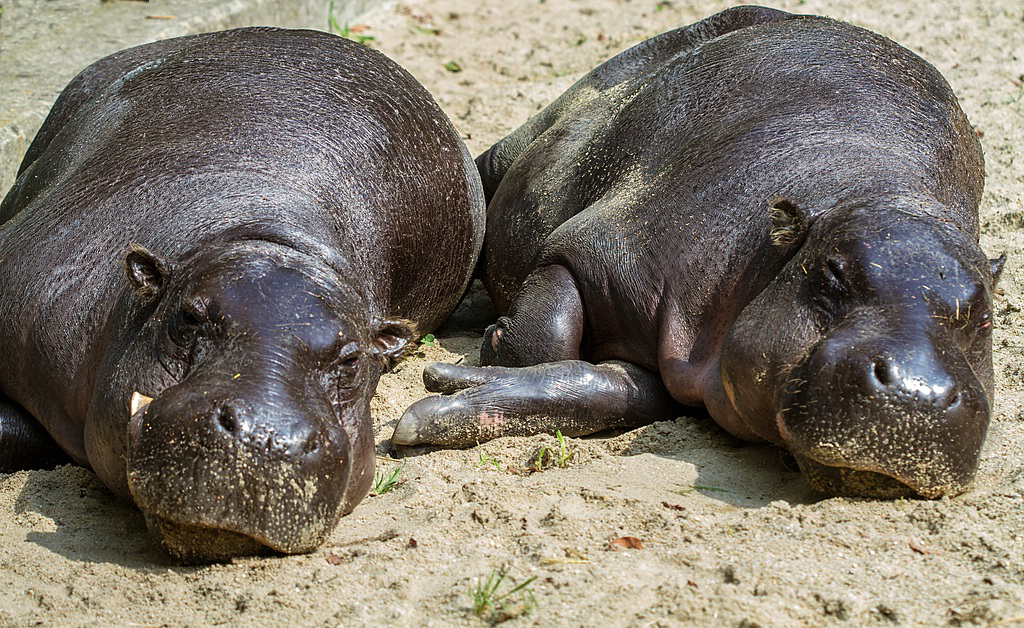
Fogságban jól szaporodik, emiatt a jövőjét az állatkertek jelentik

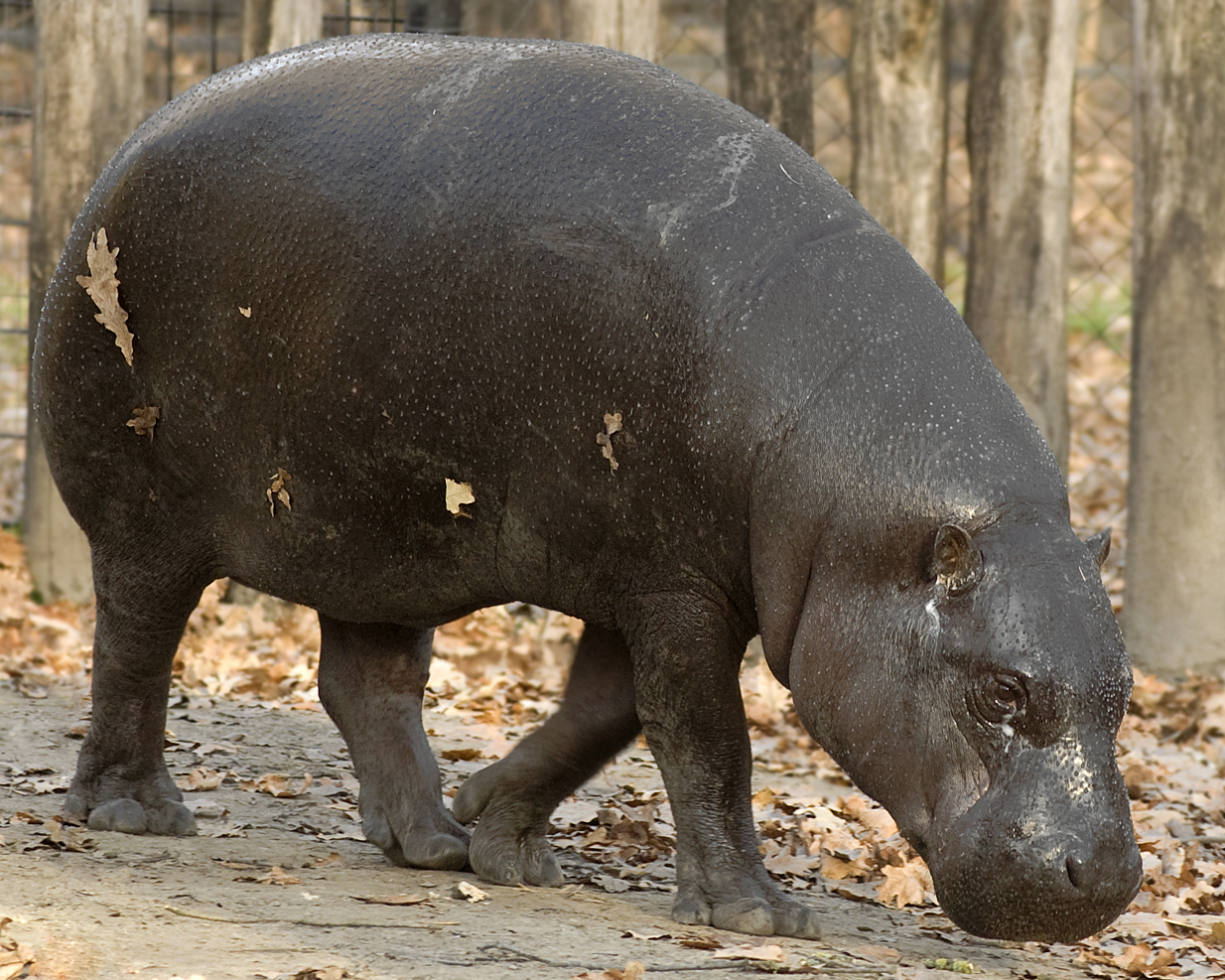
Törpe víziló a Szegedi Vadasparkban

A bázeli állatkertben nemzetközi törzskönyvet vezetnek a fogságban tartott törpe vízilovakról. Az 1970–1991 között fogságban tartott példányok száma megkétszereződött. Emiatt valószínűbb e faj fennmaradása a fogságban, mint a vadonban.
Veszélyeztetett volta miatt az állatkertekben tartása fajmentő tevékenységnek bizonyulhat. További előny, hogy kisebb férőhelyet és medencét igényelnek a nílusi vízilovaknál. Jelenleg a világ közel 140 állatkertjében több mint 300 törpe víziló él; közülük 120–130 Európában. Első egyede 1873-ban került az európai kontinensre, és mindössze egy hónapot élt a Dublini Állatkertben. Szaporítani először a Berlini Állatkertnek sikerült, 1921-ben. Az 1970-es évek óta nem érkezett a vadonból törpe víziló az amerikai és európai állatkertekbe, mivel számuk fogságban is szépen gyarapodott.
Ritkasága miatt az állatkertekben is ritkább, mint a nílusi víziló. Agresszivitása miatt nílusi rokonával ellentétben csak magányosan tartható. A hím és a nőstény csak a párzási időszakban engedhető össze, így a szaporulatnak mielőbb új állatkertet kell találni. Fogságban sokkal ritkábbak a hímek, mint a nőstények. 1919-től a fogságban született törpe vízilovak 59 százaléka nőstény volt.

##### Magyarországon
Magyarországon a győri Xántus János Állatkertben, a Nyíregyházi Állatparkban és a Szegedi Vadasparkban látható.
A Szegedi Vadasparkba 2007-ben érkezett az első törpe víziló, egy nőstény a csehországi Olmützi Állatkertből, amely itt a Tigi nevet kapta. Párja, Chippo igen fiatal, még egyéves sem volt, mikor Szegedre került a németországi Chemnitzi Állatkertből. 2012. november 17-én megszületett az első utód, egy hím, amely a Dube nevet kapta.

### Felfedezése és jelenléte a kultúrában
A nílusi vízilovat az európaiak már az ókorban is ismerték, a nyugat-afrikai törpe vízilóról csak a 19. szádban szereztek tudomást. Még a helyiek is alig ismerik félénk és rejtőzködő mivolta miatt. Libériában „vízi tehénnek” is nevezik.

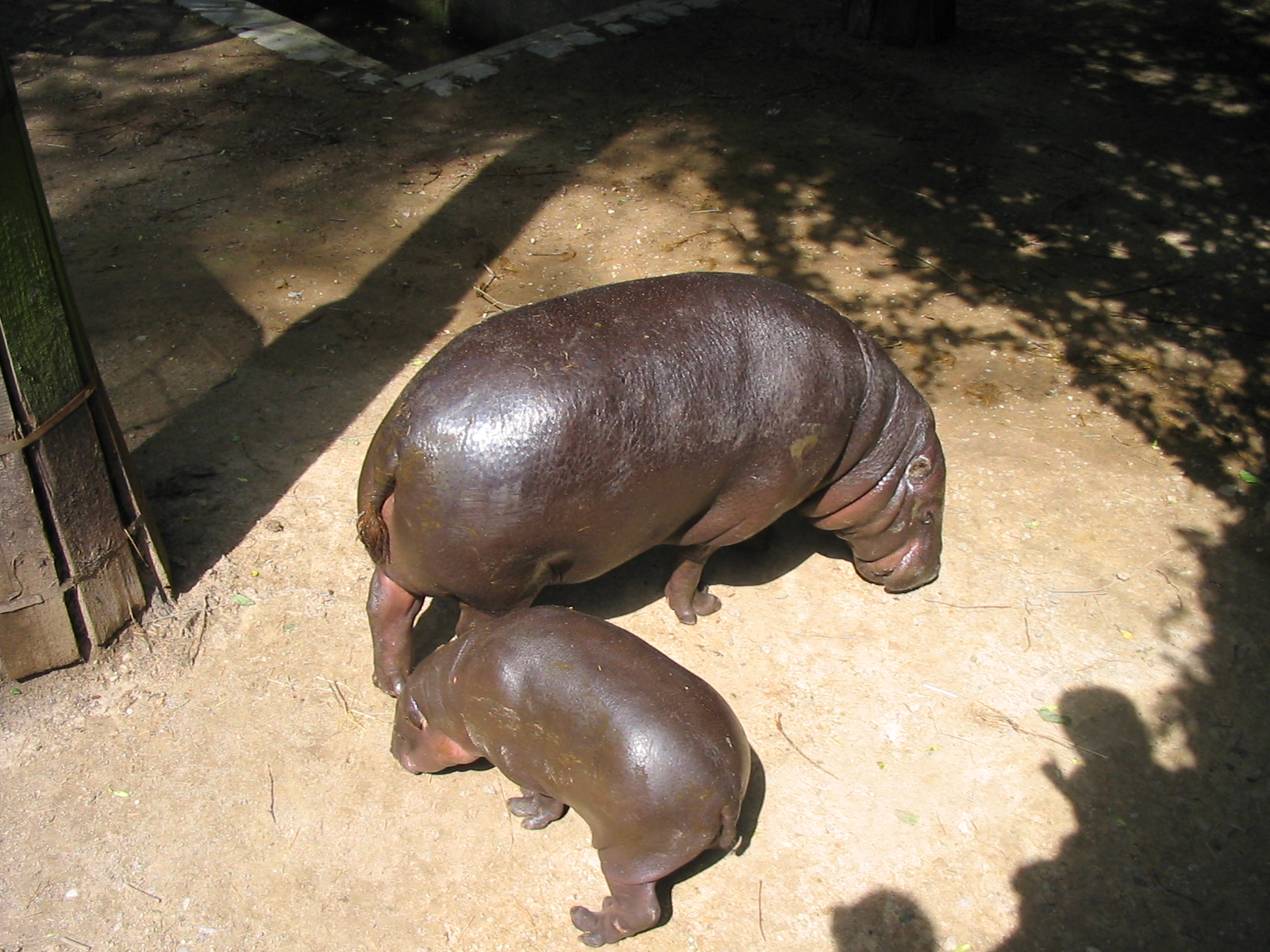
1911-től kezdve a törpe víziló több állatkertben is otthonra talált

Az első beszámolók erről az állatról tévesen, mint valami vaddisznóféléről írtak. Míg az amerikai természettudós Samuel George Morton a libériai Monroviában tartózkodott, elküldtek neki néhány e fajhoz tartozó koponyát. Morton először 1843-ban írta le az állatot. Az első teljes maradványokat Johann Büttikofer svájci zoológus gyűjtötte be Libériában az 1870-es és 1880-as években. Ezeket a példányokat a Hollandiában levő Leideni Természettudományi Múzeum vette meg.
Európába az első példányt 1873-ban hozták be. Az állatot a brit koloniális egyesület fogta be Sierra Leonéban, de az a példány hamarosan elpusztult. 1911-ben sikerült „meghonosítani” Európában ezt az állatot. Először a németországi és a New York-i bronxi állatkertekben talált otthonra, és mindkét helyen szaporodtak is.
1927-ben Harvey Samuel Firestone a „Firestone Tire and Rubber Company” gumigyár tulajdonosa egy törpe vízilovat ajándékozott az Amerikai Egyesült Államok elnökének, Calvin Coolidge-nak, aki a washingtoni állatkertnek adományozta az állatot. Az állatkert állításai szerint ez a Billy nevű törpe víziló az őse a legtöbb ma élő USA-beli törpe vízilónak.
Az őslakosok körében több népmese és tévhit is van erről a vízilóról. Az egyik történet szerint a törpe víziló szájában egy fényes, csillogó gyémánt található, amelynek segítségével az állat éjszaka a sűrű erdőben eltévedt embereket kalauzolja biztonságba. Nappal a víziló egy titkos helyre rejti el a gyémántot. Ha a vadász éjjel fogja meg a törpe vízilovat, akkor megszerezheti a gyémántot. Egyes falusiak tévesen azt hiszik, hogy a víziló borjak nem szopnak, hanem az anyjuk „vér izzadságát” nyalva táplálkoznak.

## Fordítás
- Ez a szócikk részben vagy egészben  a   Pygmy hippopotamus című angol Wikipédia-szócikk ezen változatának fordításán alapul.  Az eredeti cikk szerkesztőit annak laptörténete sorolja fel. Ez a jelzés csupán a megfogalmazás eredetét és a szerzői jogokat jelzi, nem szolgál a cikkben szereplő információk forrásmegjelöléseként.